# Breg pri Golem Brdu
Breg pri Golem Brdu je zaselek v Občini Brda.